# Надин
Надин је насељено мјесто у Равним Котарима, у сјеверозападној Далмацији. Припада граду Бенковцу у Задарској жупанији, Република Хрватска.

## Географија
Налази се 10 км сјеверозападно од Бенковца.

## Историја
Током рата у бившој Југославији (1991—1995), Надин је био у саставу Републике Српске Крајине.

## Култура
У Надину се налази римокатоличка црква Св. Анте из 17. вијека. Сачуване су и зидине старог утврђења, које потиче још из античког доба и насеља Нединум.

## Становништво
Према попису из 1991. године, Надин је имао 666 становника, од чега 650 Хрвата, 13 Срба и 3 остала. Према попису становништва из 2001. године, Надин је имао 439 становника. Надин је према попису становништва из 2011. године имао 406 становника.
| Демографија | Демографија | Демографија |
| Година      | Становника  | Становника  |
| ----------- | ----------- | ----------- |
| 1961.       | 1.222       |             |
| 1971.       | 1.240       |             |
| 1981.       | 1.143       |             |
| 1991.       | 666         |             |
| 2001.       | 439         |             |
| 2011.       |             | 406         |

## Попис 1991.
На попису становништва 1991. године, насељено место Надин је имало 666 становника, следећег националног састава:
| Попис 1991.‍ | Попис 1991.‍ | Попис 1991.‍ | Попис 1991.‍ | Попис 1991.‍ |
| ----------- | ----------- | ----------- | ----------- | ----------- |
|             |             |             |             |             |
| Хрвати      | Хрвати      |             | 650         | 97,59%      |
| Срби        | Срби        |             | 13          | 1,95%       |
| непознато   | непознато   |             | 3           | 0,45%       |
| укупно: 666 |             |             |             |             |

## Презимена
| - Рујак — Православци - Врсаљко — Римокатолици - Главић — Римокатолици - Атељ — Римокатолици - Марић — Римокатолици - Иванежа — Римокатолици - Брзоја — Римокатолици | - Чачић — Римокатолици - Нимчевић — Римокатолици - Вицковић — Римокатолици - Ивковић — Римокатолици - Занић — Римокатолици - Шестан — Римокатолици - Оџаковић — Римокатолици |